# Dino Fava
Dino Fava Passaro (* 16. März 1977 in Formia) ist ein italienischer Fußballspieler, er spielt auf der Position eines Stürmers.

## Karriere
Dino Fava begann seine Karriere in seiner Heimatstadt bei Formia Calcio, hier kam er in seiner zweiten Spielzeit erstmals in der Serie D zum Einsatz. Nach dieser Saison wurde der SSC Neapel auf ihn aufmerksam und verpflichtete ihn für die kommende Saison. Da er in der Saison 1996/97 nicht zum Einsatz kam, wurde er für die folgende Spielzeit an Acireale Calcio ausgeliehen. Zur Saison 1998/99 kehrte Fava wieder nach Neapel zurück, wo er aber erneut zu keinem Einsatz kam. In der Folge spielte er für verschiedene Mannschaften in der Serie C, ehe er zur Saison 2002/03 zur US Triestina in die Serie B wechselte. Hier vermochte er sich durchzusetzen und erzielte insgesamt 22 Treffer. Dadurch wechselte Fava am Ende der Saison zu Udinese Calcio in die Serie A. Hier schaffte er auf Anhieb den Sprung in die Stammformation und erzielte insgesamt zwölf Tore. In der Folgesaison kam er zwar regelmäßig zum Einsatz traf aber nur noch zweimal ins Eckige. Zur Saison 2005/06 wechselte Fava zum damaligen Serie-A-Aufsteiger FBC Treviso.